# Jōruri-ji
Jōruri-ji (浄瑠璃寺) est un temple bouddhique de l'école de la Terre pure pourvu d'un jardin japonais historique situé dans la ville de Kizugawa, préfecture de Kyoto au Japon. C'est un des seuls exemples encore existants d'un « jardin du paradis » du début de l'époque de Heian. La pagode à trois étages, le bâtiment principal (hon-dō), le groupe de neuf statues d'Amida Nyorai assis et le groupe des quatre rois célestes sont désignés biens culturels importants et trésors nationaux du Japon.

## Temple

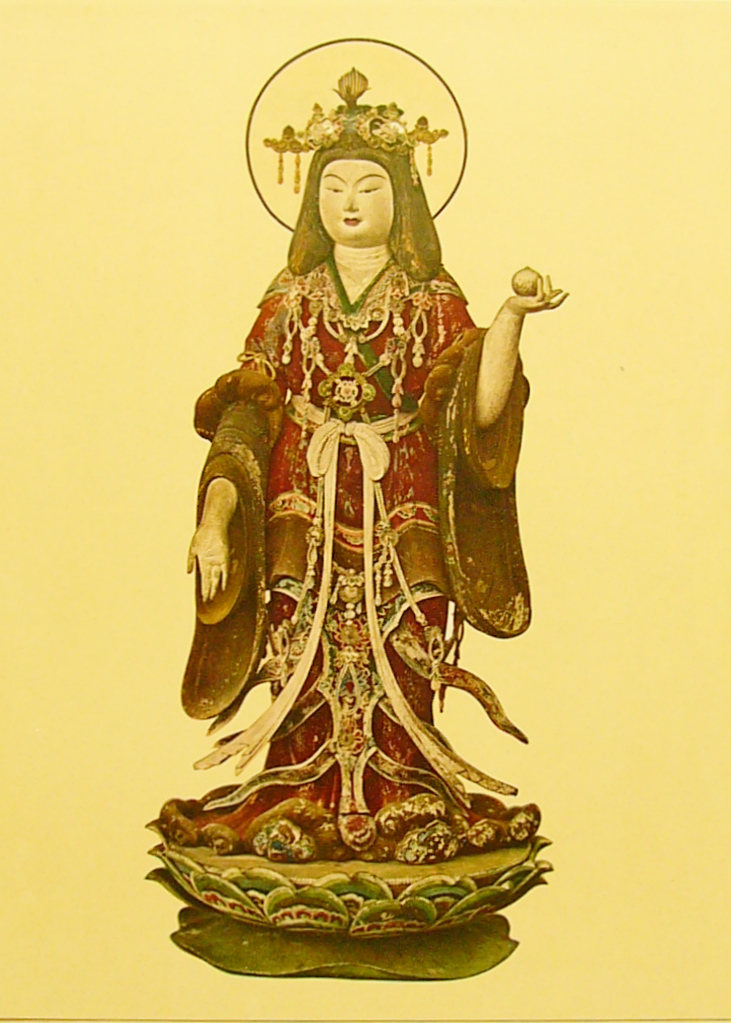
Srii-mahadeii, bois peint, environ 90 cm.

Le temple Jōruri-ji est fondé en 1047 par le moine Eshin. Comme d'autres temples de la Terre pure, il est aménagé autour d'un grand étang, qui représente l'océan qui sépare la naissance et la mort. Au centre de l'étang, une île symbolisant la terre est reliée à la rive par un pont en dalles de pierre. Sur le côté ouest de l'étang se trouve la salle Amida ou « bâtiment du paradis », qui symbolise le Paradis occidental d'Amida Nyorai. À l'est du lac, une pagode de trois étages représente le paradis de l'Est de Yakushi Nyorai, le Bouddha de la guérison. Les fidèles pouvaient se tenir sur le côté est de l'étang, le visage tourné à l'ouest vers le « bâtiment du paradis ».
Celui-ci contient neuf statues d'Amida Bouddha, chacune symbolisant l'un des neuf stades du nirvāna. Il a été construit en 1107 et a déménagé à son emplacement actuel en 1157. Le temple possède également une pagode, déménagée de Kyoto à son emplacement actuel en 1178.

## Jardin

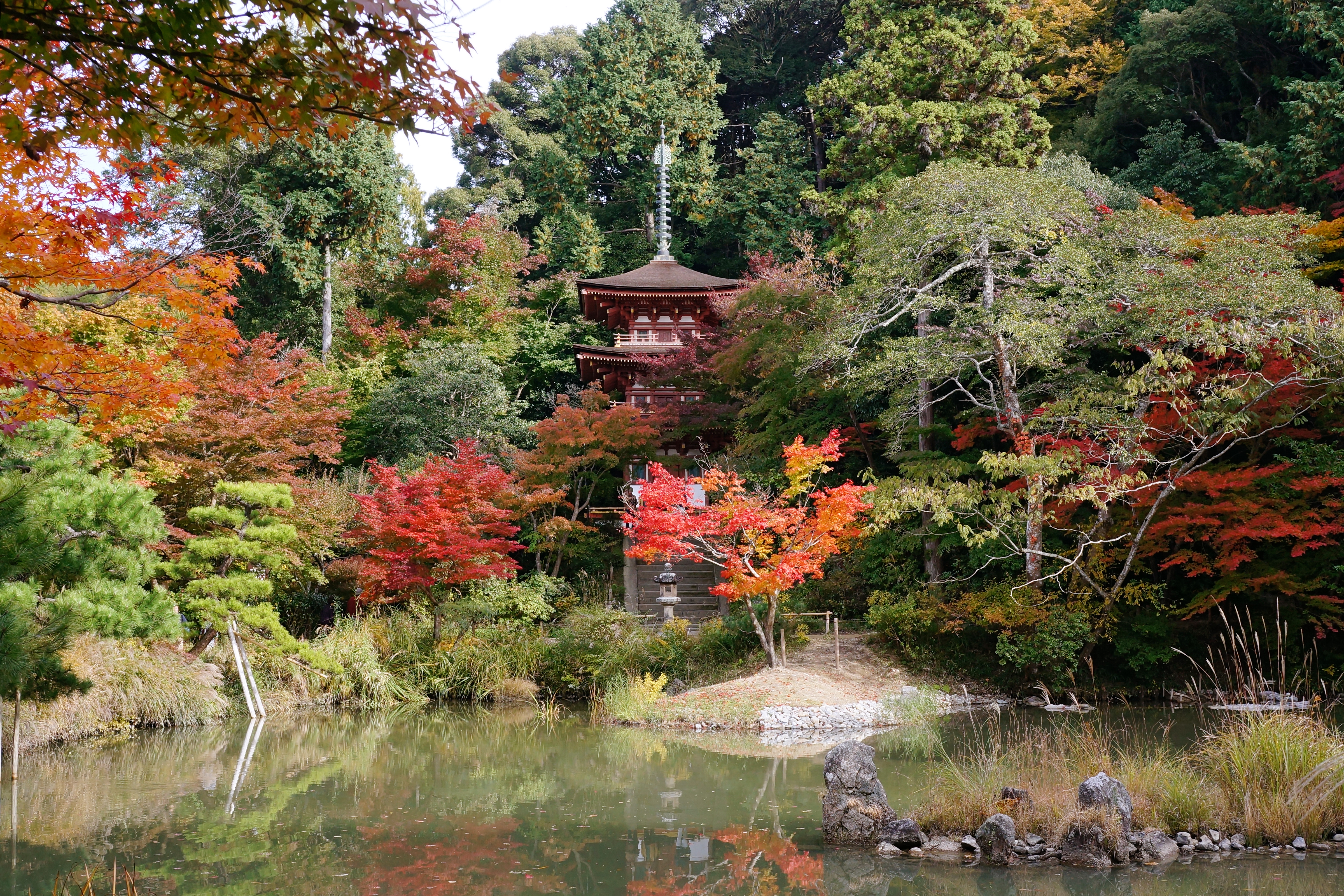
Le jardin.

L'étang a été creusé en 1150 par des prêtres de Kōfuku-ji. De chaque côté de l'étang se trouvent des lanternes de pierre datant de 1366, classées bien culturel important. À partir de 1976, le jardin a été restauré dans sa forme originale par l'architecte paysagiste Mori Osamu.